# Érondelle
Érondelle – miejscowość i gmina we Francji, w regionie Hauts-de-France, w departamencie Somma.
Według danych na rok 2011 gminę zamieszkiwało 499 osób, a gęstość zaludnienia wynosiła 125 osób/km² (wśród 2293 gmin Pikardii Érondelle plasuje się na 591. miejscu pod względem liczby ludności, natomiast pod względem powierzchni na miejscu 968.).